# Ліван на зимових Олімпійських іграх 1948
Ліван брав участь у Зимових Олімпійських іграх 1948 року у Санкт-Моріці (Швейцарія) уперше за свою історію, але не завоював жодної медалі.